# Dávid Strelec
Dávid Strelec (Nové Zámky, 4 aprile 2001) è un calciatore slovacco, attaccante dello Slovan Bratislava e della nazionale slovacca.

## Caratteristiche tecniche
Di ruolo centravanti, dispone di una buona fisicità e senso del gol, e può giocare sia al centro di un tridente che affiancato da un altro attaccante con caratteristiche complementari alle sue. Di piede mancino, grazie alla sua bravura a muoversi in area di rigore, spesso riesce ad anticipare i suoi marcatori. Nonostante la mole considerevole ha un buon passo, sa attaccare bene gli spazi ed è difficile da fermare quando parte in progressione per via della sua corporatura. Abile a segnare dal limite dell’area, su calcio di punizione o su rigore, dispone di ottima tecnica, mostrandosi abile a dribblare nello stretto, oltre ad avere un buon primo controllo, che gli permette di superare il difensore avversario. Rapido e freddo nell'esecuzione negli ultimi metri, cerca frequentemente la conclusione e ama partecipare al gioco indietreggiando sulle trequarti e favorendo gli inserimenti dei compagni, oltre a essere aggressivo in pressing. Si distingue anche per la pericolosità nel gioco aereo, in cui si fa valere grazia alla sua altezza e al tempo nello stacco.

## Carriera

### Club
Cresciuto nel settore giovanile dello Slovan Bratislava, ha esordito in prima squadra il 5 agosto 2018 disputando l'incontro del campionato slovacco vinto 2-1 contro lo Zemplín Michalovce.
Il 31 agosto 2021 viene acquistato dallo Spezia grazie ad uno scambio che porta Samuel Mraz alla squadra slovacca. Il 25 settembre seguente esordisce con gli spezzini (oltreché in massima serie) in occasione della sconfitta per 1-2 contro il Milan. Il 16 ottobre segna il suo primo gol in Serie A nel successo per 2-1 contro la Salernitana, alla prima gara da titolare. Tre giorni dopo invece segna la sua prima doppietta con i liguri nel successo per 3-1 sul Brescia nella gara valevole per i sedicesimi di Coppa Italia.
Il 31 gennaio 2023 viene ceduto in prestito alla Reggina, con cui fa il suo esordio nel campionato di Serie B il 5 febbraio nella sfida persa 2-1 in casa del Palermo, subentrando a Jérémy Ménez nel secondo tempo. Il 25 febbraio segna la sua prima rete con gli amaranto, nel successo per 2-1 sul Modena. Il 6 maggio sigla la sua prima doppietta in amaranto nella sfida vinta contro il Como (2-1).
Il 9 agosto 2023 fa ritorno allo Slovan Bratislava con la formula del prestito.

### Nazionale
Dopo avere rappresentato le selezioni giovanili slovacche, nel marzo 2021 ha ricevuto la sua prima convocazione in nazionale maggiore, con cui ha esordito il 24 ha esordito il 24 del mese stesso in occasione del pareggio per 0-0 contro Cipro. Tre giorni dopo realizza il suo primo gol con la massima selezione slovacca in occasione del 2-2 contro Malta.
Pochi mesi dopo viene inserito nei pre convocati per Euro 2020, ma è costretto a rinunciare alla convocazione per via di un infortunio.

## Statistiche

### Presenze e reti nei club
Statistiche aggiornate al 26 novembre 2024.
| Stagione                 | Squadra                  | Campionato               | Campionato | Campionato | Coppe nazionali | Coppe nazionali | Coppe nazionali | Coppe continentali | Coppe continentali | Coppe continentali | Altre coppe | Altre coppe | Altre coppe | Totale | Totale | Totale |
| Stagione                 | Squadra                  | Comp                     | Pres       | Reti       | Comp            | Pres            | Reti            | Comp               | Pres               | Reti               | Comp        | Pres        | Reti        | Pres   | Reti   |        |
| ------------------------ | ------------------------ | ------------------------ | ---------- | ---------- | --------------- | --------------- | --------------- | ------------------ | ------------------ | ------------------ | ----------- | ----------- | ----------- | ------ | ------ | ------ |
| 2018-2019                | Slovan Bratislava        | SL                       | 6+7        | 1+1        | CS              | 0               | 0               | -                  | -                  | -                  | -           | -           | -           | 13     | 2      |        |
| 2019-2020                | Slovan Bratislava        | SL                       | 8+4        | 4          | CS              | 3               | 1               | UCL+UEL            | 0+2                | 0                  | -           | -           | -           | 17     | 5      |        |
| 2020-2021                | Slovan Bratislava        | SL                       | 16+9       | 7+2        | CS              | 4               | 2               |                    | -                  | -                  |             | -           | -           | 29     | 11     |        |
| ago. 2021                | Slovan Bratislava        | SL                       | 4          | 0          | CS              | 0               | 0               | UCL+UEL            | 3+4                | 0                  |             | -           | -           | 11     | 0      |        |
| ago. 2021-2022           | Spezia                   | A                        | 10         | 1          | CI              | 1               | 0               |                    | -                  | -                  |             | -           | -           | 11     | 1      |        |
| 2022-gen. 2023           | Spezia                   | A                        | 7          | 0          | CI              | 2               | 3               | -                  | -                  | -                  | -           | -           | -           | 9      | 3      |        |
| Totale Spezia            | Totale Spezia            | Totale Spezia            | 17         | 1          |                 | 3               | 3               |                    | -                  | -                  |             | -           | -           | 20     | 4      |        |
| gen.-giu. 2023           | Reggina                  | B                        | 15+1       | 3          | CI              | -               | -               | -                  | -                  | -                  | -           | -           | -           | 16     | 3      |        |
| 2023-2024                | Slovan Bratislava        | SL                       | 20+8       | 8+3        | CS              | 3               | 1               | UCL+UEL+UECL       | 2+2+8              | 0+2+0              | -           | -           | -           | 43     | 14     |        |
| 2024-2025                | Slovan Bratislava        | SL                       | 22+8       | 12+8       | CS              | 3               | 0               | UCL                | 16                 | 5                  | -           | -           | -           | 49     | 25     |        |
| Totale Slovan Bratislava | Totale Slovan Bratislava | Totale Slovan Bratislava | 112        | 46         |                 | 13              | 4               |                    | 37                 | 7                  |             | -           | -           | 182    | 57     |        |
| Totale carriera          | Totale carriera          | Totale carriera          | 145        | 50         |                 | 17              | 7               |                    | 37                 | 7                  |             | -           | -           | 199    | 64     |        |

### Cronologia presenze e reti in nazionale
| Cronologia completa delle presenze e delle reti in nazionale ― Slovacchia | Cronologia completa delle presenze e delle reti in nazionale ― Slovacchia | Cronologia completa delle presenze e delle reti in nazionale ― Slovacchia | Cronologia completa delle presenze e delle reti in nazionale ― Slovacchia | Cronologia completa delle presenze e delle reti in nazionale ― Slovacchia | Cronologia completa delle presenze e delle reti in nazionale ― Slovacchia | Cronologia completa delle presenze e delle reti in nazionale ― Slovacchia | Cronologia completa delle presenze e delle reti in nazionale ― Slovacchia |
| Data                                                                      | Città                                                                     | In casa                                                                   | Risultato                                                                 | Ospiti                                                                    | Competizione                                                              | Reti                                                                      | Note                                                                      |
| ------------------------------------------------------------------------- | ------------------------------------------------------------------------- | ------------------------------------------------------------------------- | ------------------------------------------------------------------------- | ------------------------------------------------------------------------- | ------------------------------------------------------------------------- | ------------------------------------------------------------------------- | ------------------------------------------------------------------------- |
| 24-3-2021                                                                 | Nicosia                                                                   | Cipro                                                                     | 0 – 0                                                                     | Slovacchia                                                                | Qual. Mondiali 2022                                                       | -                                                                         | 84’                                                                       |
| 27-3-2021                                                                 | Trnava                                                                    | Slovacchia                                                                | 2 – 2                                                                     | Malta                                                                     | Qual. Mondiali 2022                                                       | 1                                                                         | 49’                                                                       |
| 30-3-2021                                                                 | Trnava                                                                    | Slovacchia                                                                | 2 – 1                                                                     | Russia                                                                    | Qual. Mondiali 2022                                                       | -                                                                         | 90+2’                                                                     |
| 1-6-2021                                                                  | Ried im Innkreis                                                          | Slovacchia                                                                | 1 – 1                                                                     | Bulgaria                                                                  | Amichevole                                                                | -                                                                         | 46’                                                                       |
| 1-9-2021                                                                  | Lubiana                                                                   | Slovenia                                                                  | 1 – 1                                                                     | Slovacchia                                                                | Qual. Mondiali 2022                                                       | -                                                                         | 76’                                                                       |
| 4-9-2021                                                                  | Bratislava                                                                | Slovacchia                                                                | 0 – 1                                                                     | Croazia                                                                   | Qual. Mondiali 2022                                                       | -                                                                         | 88’                                                                       |
| 7-9-2021                                                                  | Bratislava                                                                | Slovacchia                                                                | 2 – 0                                                                     | Cipro                                                                     | Qual. Mondiali 2022                                                       | -                                                                         | 79’                                                                       |
| 8-10-2021                                                                 | Kazan'                                                                    | Russia                                                                    | 1 – 0                                                                     | Slovacchia                                                                | Qual. Mondiali 2022                                                       | -                                                                         | 64’                                                                       |
| 11-11-2021                                                                | Trnava                                                                    | Slovacchia                                                                | 2 – 2                                                                     | Slovenia                                                                  | Qual. Mondiali 2022                                                       | 1                                                                         | 71’                                                                       |
| 14-11-2021                                                                | Ta' Qali                                                                  | Malta                                                                     | 0 – 6                                                                     | Slovacchia                                                                | Qual. Mondiali 2022                                                       | -                                                                         | 61’                                                                       |
| 25-3-2022                                                                 | Oslo                                                                      | Norvegia                                                                  | 2 – 0                                                                     | Slovacchia                                                                | Amichevole                                                                | -                                                                         | 68’                                                                       |
| 29-3-2022                                                                 | Murcia                                                                    | Finlandia                                                                 | 0 – 2                                                                     | Slovacchia                                                                | Amichevole                                                                | -                                                                         | 85’                                                                       |
| 6-6-2022                                                                  | Trnava                                                                    | Slovacchia                                                                | 0 – 1                                                                     | Kazakistan                                                                | UEFA Nations League 2022-2023 - 1º turno                                  | -                                                                         | 83’                                                                       |
| 10-6-2022                                                                 | Baku                                                                      | Azerbaigian                                                               | 0 – 1                                                                     | Slovacchia                                                                | UEFA Nations League 2022-2023 - 1º turno                                  | -                                                                         | 65’                                                                       |
| 13-6-2022                                                                 | Astana                                                                    | Kazakistan                                                                | 2 – 1                                                                     | Slovacchia                                                                | UEFA Nations League 2022-2023 - 1º turno                                  | -                                                                         | 72’                                                                       |
| 20-11-2022                                                                | Bratislava                                                                | Slovacchia                                                                | 0 – 0                                                                     | Cile                                                                      | Amichevole                                                                | -                                                                         | 80’                                                                       |
| 20-6-2023                                                                 | Vaduz                                                                     | Liechtenstein                                                             | 0 – 1                                                                     | Slovacchia                                                                | Qual. Euro 2024                                                           | -                                                                         | 77’                                                                       |
| 5-6-2024                                                                  | Wiener Neustadt                                                           | Slovacchia                                                                | 4 – 0                                                                     | San Marino                                                                | Amichevole                                                                | 1                                                                         | 59’                                                                       |
| 17-6-2024                                                                 | Francoforte sul Meno                                                      | Belgio                                                                    | 0 – 1                                                                     | Slovacchia                                                                | Euro 2024 - 1º turno                                                      | -                                                                         | 70’                                                                       |
| 21-6-2024                                                                 | Düsseldorf                                                                | Slovacchia                                                                | 1 – 2                                                                     | Ucraina                                                                   | Euro 2024 - 1º turno                                                      | -                                                                         | 60’                                                                       |
| 26-6-2024                                                                 | Francoforte sul Meno                                                      | Slovacchia                                                                | 1 – 1                                                                     | Romania                                                                   | Euro 2024 - 1º turno                                                      | -                                                                         | 70’                                                                       |
| 30-6-2024                                                                 | Gelsenkirchen                                                             | Inghilterra                                                               | 2 – 1 dts                                                                 | Slovacchia                                                                | Euro 2024 - Ottavi di finale                                              | -                                                                         | 61’                                                                       |
| 5-9-2024                                                                  | Tallinn                                                                   | Estonia                                                                   | 0 – 1                                                                     | Slovacchia                                                                | UEFA Nations League 2024-2025 - 1º turno                                  | -                                                                         | 65’                                                                       |
| 8-9-2024                                                                  | Košice                                                                    | Slovacchia                                                                | 2 – 0                                                                     | Azerbaigian                                                               | UEFA Nations League 2024-2025 - 1º turno                                  | 1                                                                         | 84’                                                                       |
| 11-10-2024                                                                | Bratislava                                                                | Slovacchia                                                                | 2 – 2                                                                     | Svezia                                                                    | UEFA Nations League 2024-2025 - 1º turno                                  | 2                                                                         | 80’                                                                       |
| 14-10-2024                                                                | Baku                                                                      | Azerbaigian                                                               | 1 – 3                                                                     | Slovacchia                                                                | UEFA Nations League 2024-2025 - 1º turno                                  | -                                                                         | 84’                                                                       |
| 16-11-2024                                                                | Solna                                                                     | Svezia                                                                    | 2 – 1                                                                     | Slovacchia                                                                | UEFA Nations League 2024-2025 - 1º turno                                  | -                                                                         |                                                                           |
| 19-11-2024                                                                | Bratislava                                                                | Slovacchia                                                                | 1 – 0                                                                     | Estonia                                                                   | UEFA Nations League 2024-2025 - 1º turno                                  | 1                                                                         | 46’                                                                       |
| 7-6-2025                                                                  | Candia                                                                    | Grecia                                                                    | 4 – 1                                                                     | Slovacchia                                                                | Amichevole                                                                | -                                                                         | 67’                                                                       |
| 10-6-2025                                                                 | Debrecen                                                                  | Israele                                                                   | 1 – 0                                                                     | Slovacchia                                                                | Amichevole                                                                | -                                                                         | 69’                                                                       |
| Totale                                                                    |                                                                           | Presenze                                                                  | 30                                                                        |                                                                           | Reti                                                                      | 7                                                                         |                                                                           |

## Palmarès

### Club

#### Competizioni nazionali
- Campionato slovacco: 5

Slovan Bratislava: 2018-2019, 2019-2020, 2020-2021, 2023-2024, 2024-2025
- Coppa di Slovacchia: 2

Slovan Bratislava: 2019-2020, 2020-2021

### Individuale
- Capocannoniere del campionato slovacco: 1

2024-2025 (20 gol, a pari merito con Tigran Barseġyan)